# Korte Prinsengracht
De Korte Prinsengracht is een Amsterdamse gracht tussen de Brouwersgracht en het Westerdok, in het verlengde van de Prinsengracht. De gracht ligt in het noordwestelijke deel van de grachtengordel. In de Korte Prinsengracht ligt de Eenhoornsluis (met brug nr. 313), die de Haarlemmerdijk met de Haarlemmerstraat verbindt. Deze sluis vormt ook een onderdeel van de waterkering tussen de Amsterdamse grachten en het IJ.
In noordelijke richting loopt de gracht onder de verbinding Haarlemmer Houttuinen/ Nieuwe Westerdokstraat (Brug 95) en een spoorwegviaduct (spoorlijn Amsterdam – Haarlem) door, en mondt bij de Westelijke Eilanden uit in het Westerdok.
Alleen de oneven genummerde zijde van de straat is direct verbonden met de Prinsengracht via de Papiermolensluis over de Brouwersgracht. Tussen de nummers 36 en 38 grenst de Korte Prinsengracht aan de Vinkenstraat.

## Eenhoornsluis
Vanaf 1684 werd door middel van een groef in een achttal over de stad verspreide "peilstenen" de zeedijkshoogte ten opzichte van het gemiddelde waterniveau, het "AP" (Amsterdams Peil), aangegeven. De stenen worden Huddestenen genoemd, naar de toenmalige burgemeester Johannes Hudde. In de monumentale Eenhoornsluis is een steen met dit ijkpunt (verwant aan wat men tegenwoordig het Normaal Amsterdams Peil noemt) bewaard gebleven. De peilsteen bevindt zich aan de IJ-zijde van de sluis. Tot de bouw van de Oranjesluizen (in gebruik genomen in 1872) stond dit deel van de Korte Prinsengracht via het IJ in open verbinding met de Zuiderzee.

## Architectuur
- Het pand Korte Prinsengracht 9 heeft een halsgevel in de stijl van het Hollands classicisme. Dit door Philips Vingboons "uitgevonden" geveltype is veel nagevolgd, zowel op grote als kleine schaal. Korte Prinsengracht 9 is een voorbeeld van het kleine type ("miniatuur-Vingboons"). De gevel heeft ionische middenpilasters, die tot in de hals doorlopen. Aan de ionische kapiteeltjes zijn kleine festoenen bevestigd. De gevel heeft dezelfde blinde nissen als het gelijktijdig gebouwde pand aan de Korte Prinsengracht 5. Verder is er een gevelsteen St. Jan 's Lam , een jaartalsteen 1653 en een hoge houten onderpui.
- De meeste tuitgevels, dateren uit de 19de eeuw. Een speciaal 19de-eeuws type is de ojiefse tuitgevel. Een typisch voorbeeld hiervan is te zien aan de Korte Prinsengracht 40.
- Moderne architectuur (1955) is te vinden op Korte Prinsengracht 33-93 hoek Haarlemmerstraat, een complex van Auke Komter

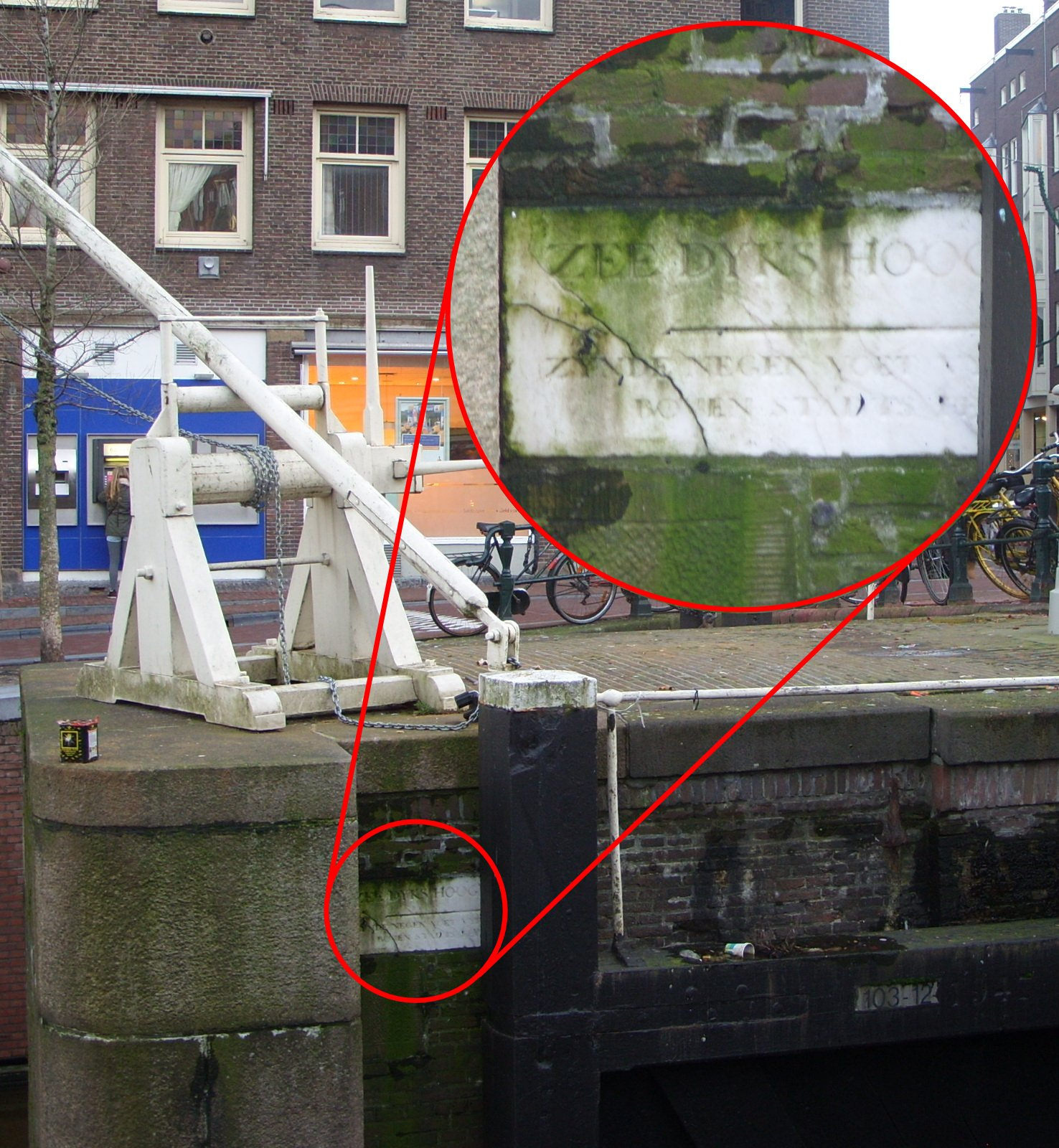
De laatst overgebleven in situ Huddesteen in de Eenhoornsluis in de Korte Prinsengracht.
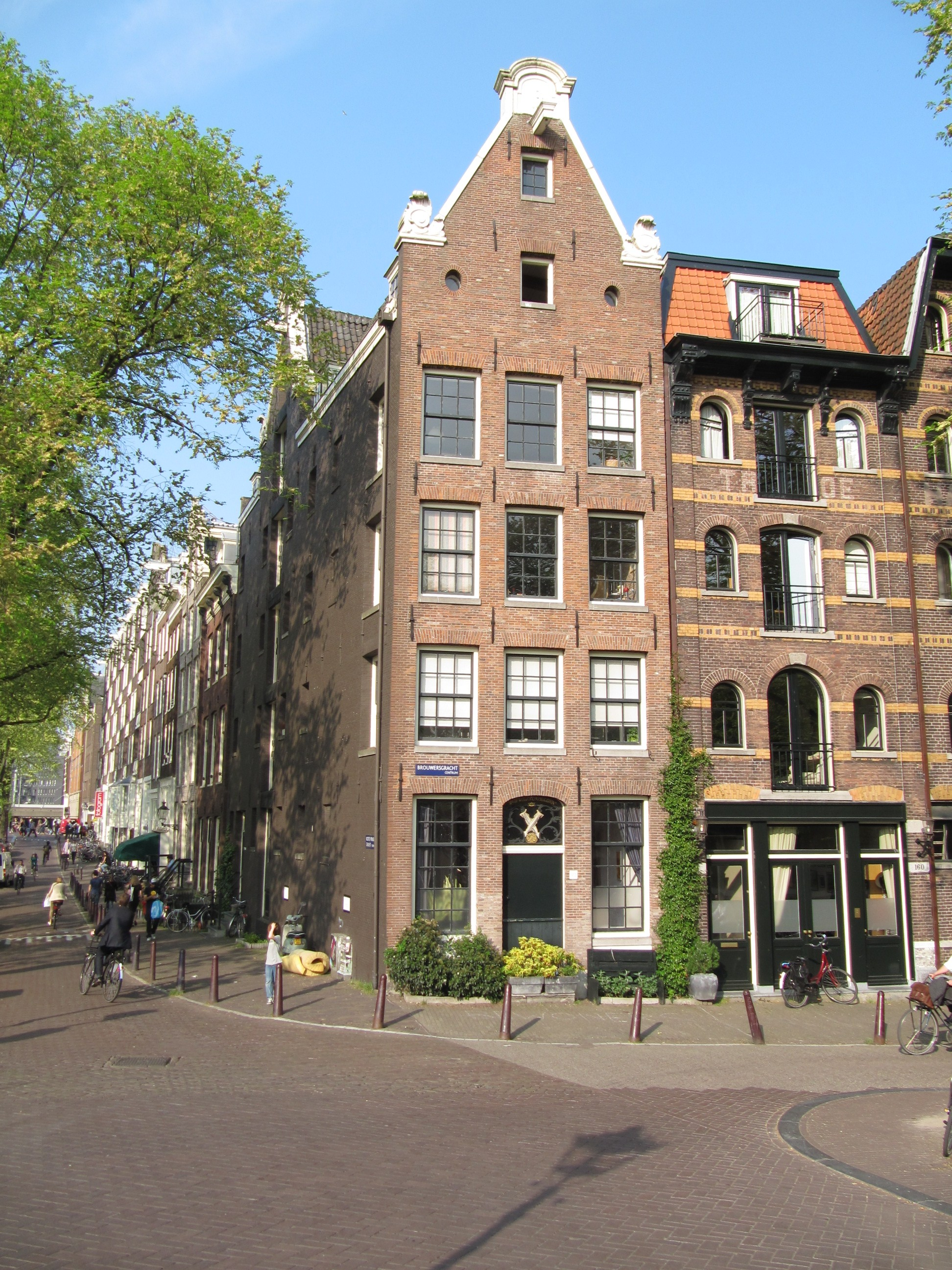
Hoekpand Korte Prinsengracht/Brouwersgracht.
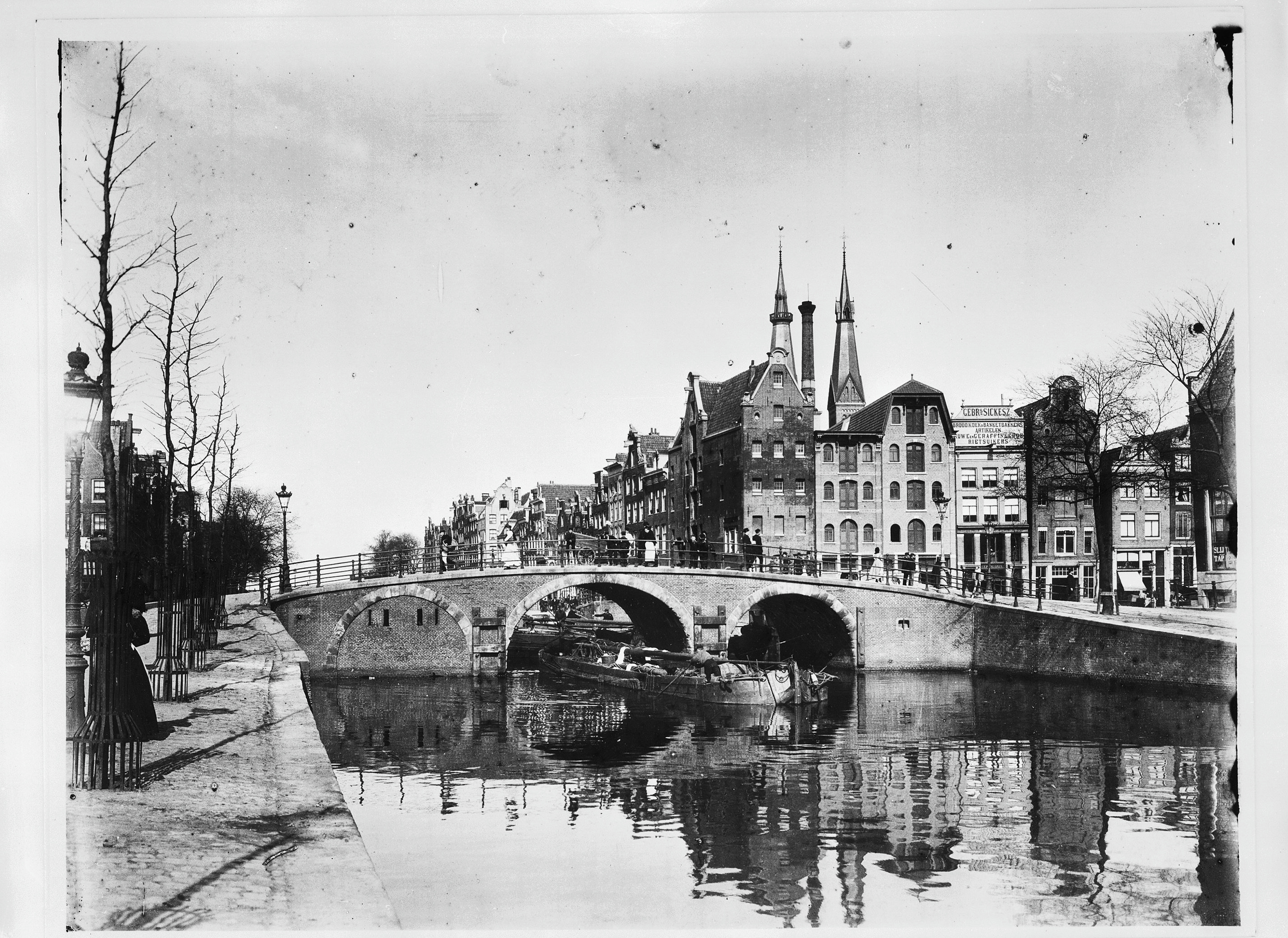
Hoek Brouwersgracht (1930).
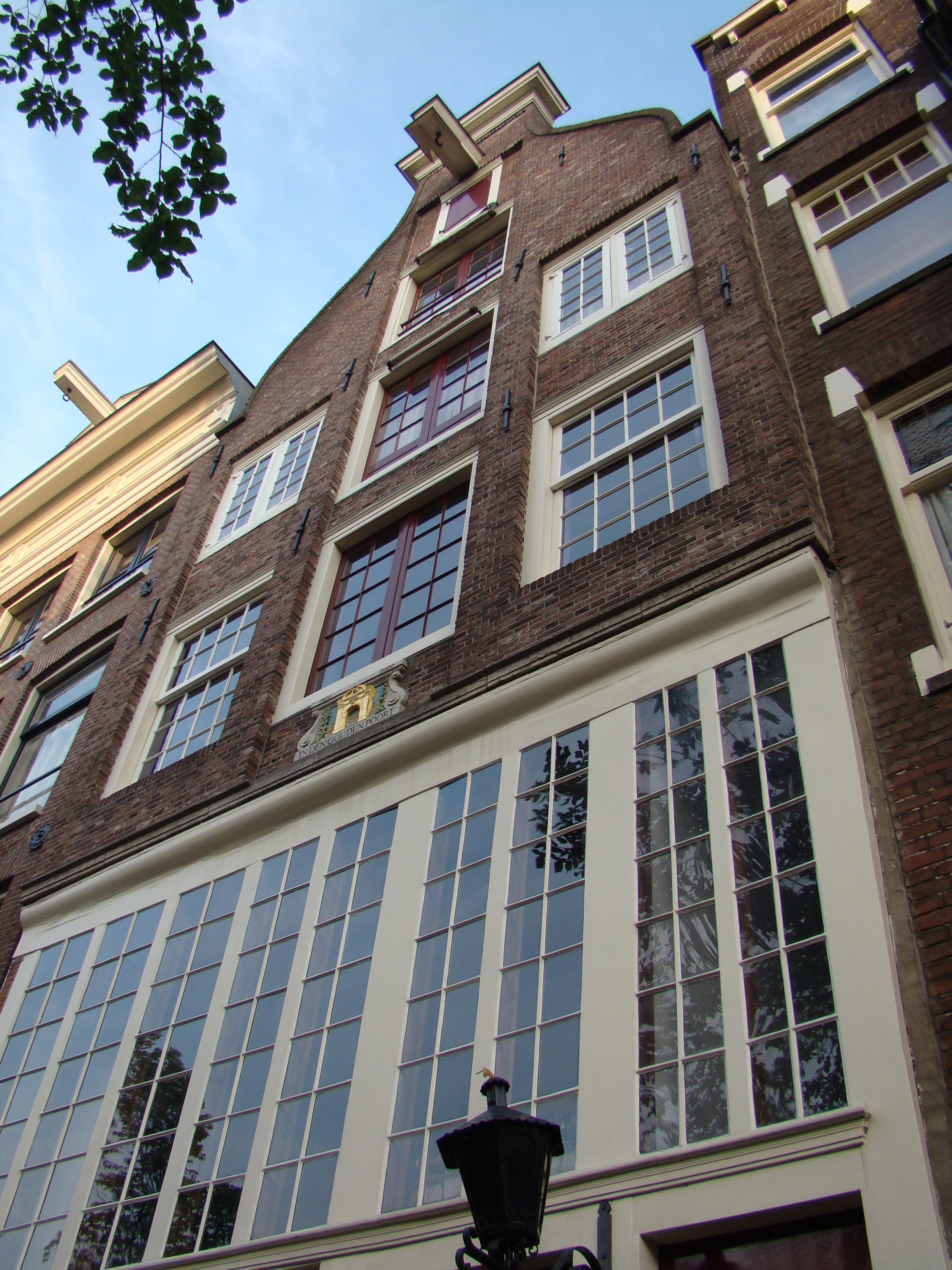
Korte Prinsengracht 40, ojiefse tuitgevel.